# Rudolf Lipschitz
Rudolf Otto Sigismund Lipschitz (Königsberg, 14 de maio de 1832 — Bonn, 7 de outubro de 1903) foi um matemático alemão.
Lipschitz iniciou os estudos de matemática em 1847, em Königsberg. Mais tarde foi para Berlim, onde doutourou-se em 1853 sob a orientação de Gustav Dirichlet e Martin Ohm. Em 1857 tornou-se Privatdozent na Universidade Humboldt de Berlim e casou com Ida Pascha. Em 1862 foi professor extraordinário na Universidade de Breslau. Em 1864 obteve uma cátedra na Universidade de Bonn, onde Felix Klein foi seu aluno e depois assistente.
Lipschitz trabalhou em quase todos os ramos da matemática pura e aplicada de seu tempo. Foi especialmente conhecido por seu livro Lehrbuch der Analysis (2 volumes, Bonn, 1877 e 1880). Atualmente de especial significância é seu conceito de função Lipschitz contínua. Pesquisou também no domínio das formas diferenciais e da mecânica, especialmente o método de Hamilton-Jacobi para solução das equações de movimento. Além do mais um critério de convergência para séries de Fourier leva seu nome.
Está sepultado no Poppelsdorfer Friedhof em Bonn.

## Publicações
- Determinatio status magnetici viribus inducentibus commoti in ellipsoide[ligação inativa]. Diss. Berlim, 1853
- Wissenschaft und Staat. Bonn, 1874
- Bedeutung der theoretischen Mechanik. Berlim, 1876
- Lehrbuch der Analysis. 2 volumes. Bonn (Volume 1: 1877 e reimpressão 2006; Volume 2: 1880)
- Untersuchungen über die Summen von Quadraten Bonn, 1886